# Bienvenida Agirrezabala Esnaola
Bienvenida Agirrezabala Esnaola (Tolosa, 1916 - Mutriku, Presó Central de Saturrarán, 28 agost 1938) va ser una dona basca republicana, represaliada durant la guerra civil i morta a la Presó central de Saturrarán.

## Biografia
Quan la columna de requetés comandats pel tinent coronel Pablo Cayuela Ferreira,que formava part de les tropes sollevades en el Cop d'estat del 18 de juliol, va entrar a Tolosa el 10 agost 1936, més de cent persones van ser capturades i moltes dones van ser vexades, rapades, obligades a beure oli de ricí i passejades pels carrers del poble. Bienvenida Agirrezabala, després de patir aquesta humiliació, va aconseguir fugir a Bilbao i en un teatre d'aquella ciutat va voler donar testimoni públic de com els feixistes l'havien maltractat.Després, amb la seva mare i la seva germana, es van embarcar per fugir del país, però van ser capturades, possiblement pel Creuer Almirante Cervera i traslladades a Sant Sebastià.
El 15 octubre 1937 Agirrezabala va ser jutjada en Consell de guerra, acusada de ser comunista. Sentenciada a 30 anys i un dia de reclusió, va ser enviada a complir la condemna a la presó Central de dones de Saturrarán, una de les més dures d'Espanya,on va morir el 28 agost 1938 a conseqüència del tifus,una malaltia que periòdicament delmava les dones i criatures de la presó, sotmeses a la manca de salubritat de l'aigua i les terribles condicions carceràries.